# Banjo Paterson
Andrew Barton "Banjo" Paterson, född 17 februari 1864 i Narrambla nära Orange i New South Wales, död 5 februari 1941 i Sydney, var en australisk poet som bland annat skrev poemet Waltzing Matilda.